# Force de défense royale des Bahamas
La Force de défense royale des Bahamas (en anglais : Royal Bahamas Defence Force (RBDF), est l'armée des Bahamas. En l'absence d'armée terrestre et aérienne, la RBDF constitue à elle seule la force armée des Bahamas. Elle est également membre du Groupe de travail régional sur la sécurité de la CARICOM. Ce groupe de travail a vu des mesures prises dans le cadre du mandat des Nations unies en Haïti en 1994.

## Historique
Les rôles de la RBDF sont de défendre les Bahamas, de protéger son intégrité territoriale, de patrouiller dans ses eaux, de fournir une aide lors de catastrophes, de maintenir l'ordre en cas de besoin et d'exécuter n'importe quel ordre émanant du Conseil de Sécurité National (National Security Council). La RBDF a déjà été utilisée en 1994 à Haïti sous mandat des Nations unies.

### La RBDF
C'est une force strictement navale, qui diffère du reste de ses homologues des Caraïbes et du Commonwealth en l'absence de formations militaires terrestres régulières. Cependant, avec environ 1.600 membres, c'est la plus grande des marines des Caraïbes du Commonwealth.
Les membres actifs de la RBDF sont affectés à l'une des six sous-sections principales: quartier général, administration, ingénierie, approvisionnement, opérations et escadron de commandos. Le Département des opérations contient les armes mobiles de la RBDF et comprend les principales unités opérationnelles:
- L'escadron (de patrouille): unité maritime chargée d'exploiter tous les navires et petites embarcations et de l'unité de patrouille portuaire,,
- L'escadron des commandos : unité d'infanterie légère amphibie, également chargée de fonctions supplémentaires de sécurité nationale/anti-criminalité,
- L'unité aérienne qui exploite une flotte d'aéronefs pour la surveillance aéroportée et les tâches de soutien : 1 Beechcraft 200 de patrouille maritime et 1 hydravion Cessna 208 Caravan.

L'escadron de commandos est une force considérable de 500 commandos de marine spéciaux. La formation est dispensée avec des forces spéciales américaines et des équivalents britanniques (tels que le Royal Marines) en opérations spéciales et en guerre maritime.

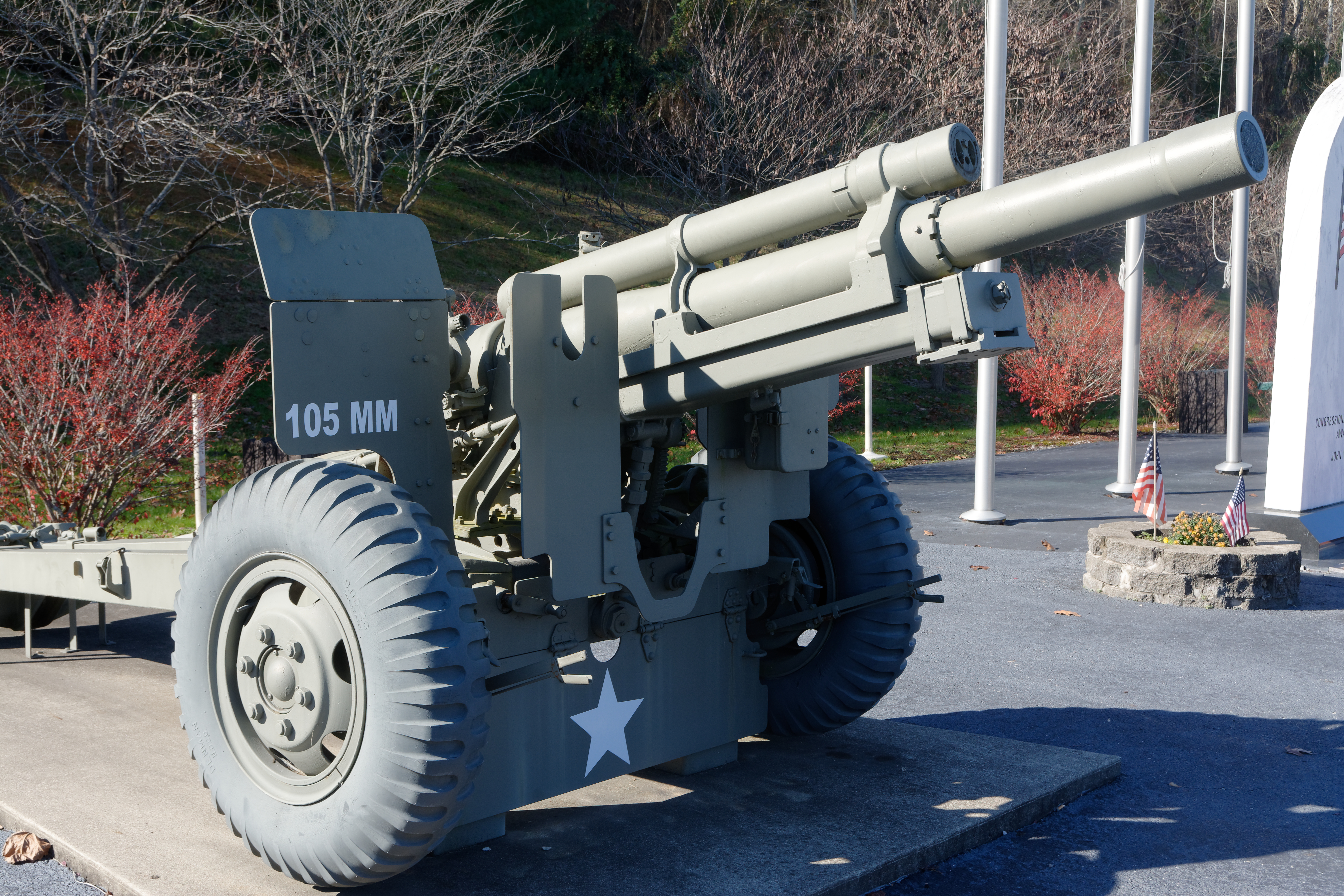
M 105 Howitzer

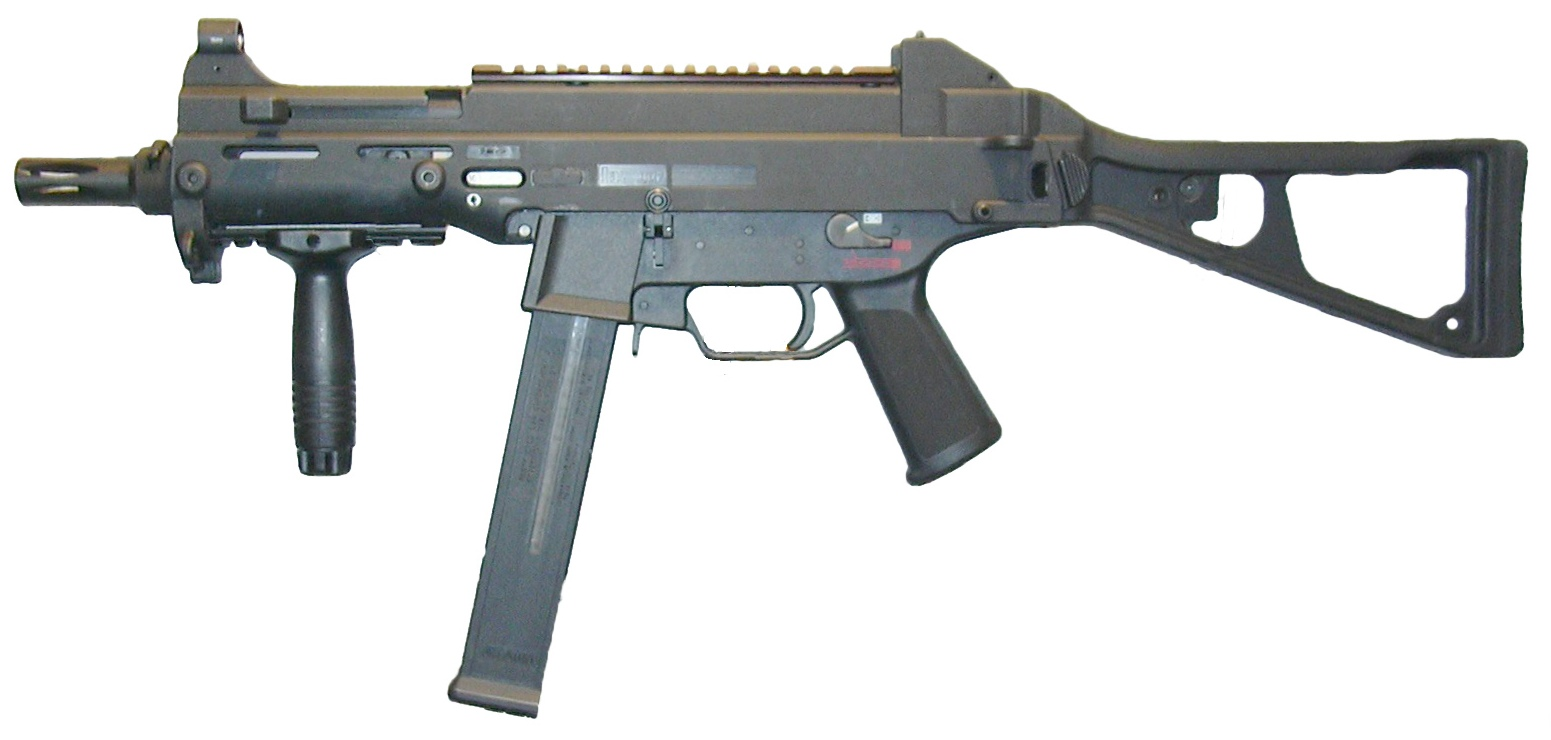
Pistolet-mitrailleur HK UMP

Plusieurs changements d'équipement ont été observés dans l'histoire récente de la RBDF. À l'origine, des uniformes de style britannique étaient portés par le personnel de la RBDF ; maintenant, c'est le style United States Marine Corps qui est porté (contrairement au camouflage universel de l'United States Army porté par la Royal Bahamas Police Force (en). De même, les premières armes employées par la RBDF ont été la mitraillette British Sterling et le fusil semi-automatique L1A1 ; maintenant la carabine Colt M4 fabriquée aux États-Unis et le pistolet-mitrailleur Heckler & Koch HK UMP sont utilisées pour les tâches de première ligne.
L'M101 105 mm Howitzer est également utilisé, avec quinze unités en service.

## Les navires
Les principaux navires de la force sont deux navires de patrouille de classe Bahamas et quatre navires de patrouille de classe Legend. Ces derniers sont la première partie du contrat d'acquisition de neuf navires signé avec le Damen Group en Avril 2013. La plupart des missions consistent à la lutte contre la drogue et la contrebande, l'immigration clandestine, les missions de recherche et sauvetage ou missions générales de défense nationale.
Quatre des nouveaux navires seront de conception Damen Stan 4207 , quatre des nouveaux navires seront de conception Stan 3007 et le dernier navire sera de 55 mètres, un navire de transport de type péniche de débarquement, Damen Stan Lander 5612 (en).
| Nom                         | Origine      | Nombre       | Photo        | Notes             |              |
| Patrouilleur                | Patrouilleur | Patrouilleur | Patrouilleur | Patrouilleur      | Patrouilleur |
| --------------------------- | ------------ | ------------ | ------------ | ----------------- | ------------ |
| HMBS Bahamas                | États-Unis   | 1            |              | Classe Bahamas    |              |
| HMBS Nassau                 | États-Unis   | 1            |              | Classe Bahamas    |              |
| HMBS Arthur Dion Hanna      | Pays-Bas     | 1            |              | Classe Legend     |              |
| HMBS Durward Knowles        | Pays-Bas     | 1            |              | Classe Legend     |              |
| HMBS Leon Livingstone Smith | Pays-Bas     | 1            |              | Classe Legend     |              |
| HMBS Rolly Gray             | Pays-Bas     | 1            |              | Classe Legend     |              |
| HMBS Lignum Vitae           | Pays-Bas     | 1            |              | Damen Stan 3007   |              |
| HMBS Cascarilla             | Pays-Bas     | 1            |              | Damen Stan 3007   |              |
| HMBS Kamalame               | Pays-Bas     | 1            |              | Damen Stan 3007   |              |
| HMBS Madeira                | Pays-Bas     | 1            |              | Damen Stan 3007   |              |
| Embarcation de débarquement |              |              |              |                   |              |
| HMBS Lawrence Major         | États-Unis   | 1            |              | Damen Stan Lander |              |